# Promenade (Münster)

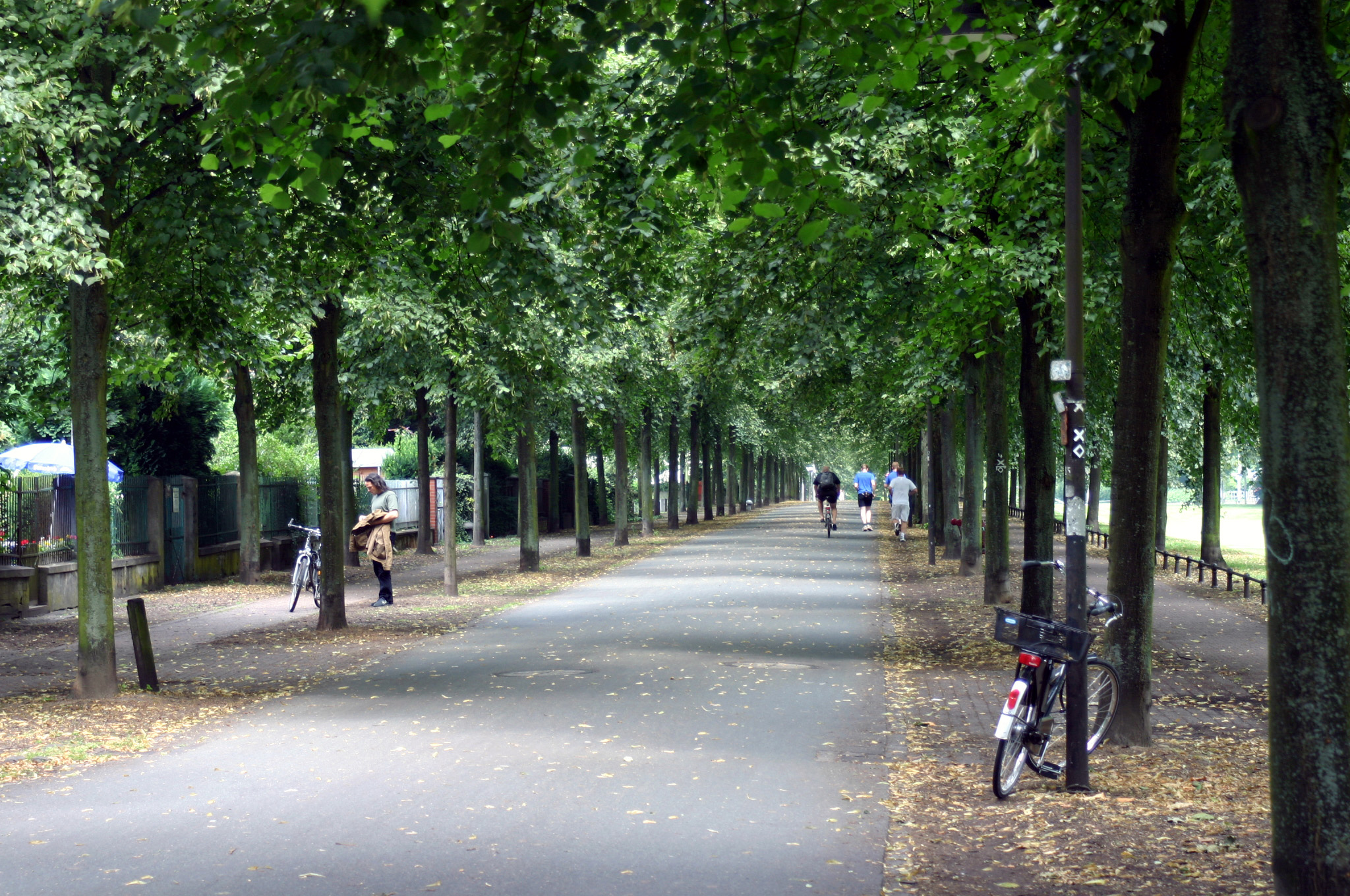
Die Promenade in Münster

Die Promenade in Münster ist ein aus dem Befestigungsring um die Stadt entstandener autofreier asphaltierter Weg. Er besteht eigentlich aus drei Bereichen, von denen der mittlere Fahrrädern vorbehalten ist, während die beiden schmaleren Bereiche an den Seiten Fußwege darstellen. Ordnungsrechtlich
handelt es sich bei dem mittleren Bereich der Promenade nicht um einen Radweg, sondern um eine ganze normale Straßenfahrbahn, die jedoch für Fahrzeuge aller Art (ausgenommen Fahrräder) gesperrt ist. Die Promenade zählt zu den bedeutendsten Sehenswürdigkeiten der Stadt, ist ca. 4500 m lang und umschließt die Altstadt. Mit einem geschlossenen, von Linden gesäumten Ring trennt sie die Altstadt von den umliegenden Stadtteilen. Es gibt zehn aus der Innenstadt führende Straßen, welche die Promenade dort kreuzen, wo sich früher die Stadttore befanden.

## Geschichte
Die Befestigung der Stadt stammt aus dem frühen 13. Jahrhundert. Im Laufe der Zeit wurde sie der Entwicklung der Kriegstechnik angepasst. Nach dem Siebenjährigen Krieg, in dem Münster mehrfach von den Truppen der jeweiligen Kriegsgegner erobert wurde, begann der Rückbau der Befestigung. Ab 1770 entstand nach Plänen von Johann Conrad Schlaun eine Lindenallee, die die Innenstadt komplett umschließt. Dazu wurde ab 1764 auf Veranlassung durch Franz von Fürstenberg der innere Befestigungsring abgetragen und der innere Wassergraben zugeschüttet. Die dadurch freigewordenen Flächen wurden bereits ab 1765 an die Bevölkerung zurückgegeben. Der äußere Befestigungsring mit dem äußeren Wassergraben wurde zu einer vierreihigen Lindenallee umgestaltet. Erst Ende des 19. Jahrhunderts wurden die meisten verbleibenden Wasserflächen rings um die Promenade zugeschüttet.
Durch das Sturmtief Kyrill im Januar 2007 wurden viele Bäume im Bereich des Schlossplatzes und vor dem Schloss entwurzelt beziehungsweise so stark in Mitleidenschaft gezogen, dass alle verbleibenden Bäume in diesem Bereich gefällt werden mussten und eine zeit- und kostenintensive Neubepflanzung notwendig geworden ist. Im Rahmen des Projekts „Bürgerbäume“ wurden 210 Winter-Linden, die durch Münsteraner Spenden finanziert wurden, an der Promenade am Schlossplatz sowie am Schloss gepflanzt. Bis Mitte Oktober 2013 wurden 243 Patenschaften für Bäume an der Promenade übernommen. Zudem werden seit 2007 regelmäßig 13.000 Eisbegonien an der Promenadenwiese der Aegidiischanze, nordwestlich des Kanonengrabens, in der Form des Schriftzugs „Münster bekennt Farbe“ gepflanzt, mit der die Stadt Münster für ein attraktives Stadtbild wirbt.
Seit dem 21. Mai 2013 wird die Bronzeskulptur mit dem Titel „Drei Reiher“ von Arnold Schlick vermisst, die seit 1953 in Höhe des Adolph-Kolping-Berufskolleg an der Promenade zu sehen war. Es wird gemutmaßt, dass das Kunstwerk Metalldieben zum Opfer fiel.

## Verkehrsaufkommen
Da die Promenade für den motorisierten Verkehr gesperrt ist, hat sie für den Fahrradverkehr in Münster eine überragende Bedeutung. Hier wurden schon bis zu 1200 Radfahrer pro Stunde gezählt. An der einzigen Unterführung der Promenade zwischen Salzstraße und Mauritzstraße konnten gar 1750 Radfahrer pro Stunde gezählt werden. Noch 2003 war das Verkehrsaufkommen an der Unterführung nach Angaben des Stadtplanungsamtes nur halb so hoch wie die im Jahr 2013 gemessenen Spitzenwerte von 1750 Radfahrern pro Stunde. Die Pläne, die Fahrradspur an dieser Unterführung aufgrund des hohen Radverkehrsaufkommens zu Ungunsten des Fußweges für 120.000 Euro zu verbreitern, wurden Mitte März 2013 aus Kostengründen verworfen, da von den Bauarbeiten eine Fernwärmeleitung betroffen worden wäre, wodurch sich die Kosten nach Schätzungen der Stadtverwaltung verdoppelt hätten. Um das nicht unerhebliche Verkehrsaufkommen an der Promenade zu überwachen, setzt die Stadt Münster hier eine Mountainbike-Streife ein.

## Veranstaltungen
Die Promenade ist auch Veranstaltungsort eines großen Flohmarktes, der jeden dritten Samstag zwischen Mai und September stattfindet.
Am Wochenende zu Sommeranfang findet alljährlich ein 24-Stunden-Rennen mit Alltagsrädern statt. Traditionell wird diese Veranstaltung in der kürzesten Samstagsnacht des Jahres durchgeführt. Im Jahr 2007 fand das Rennen zum ersten Mal statt und soll bis 2017 weiterhin jährlich ausgetragen werden. 15 Teams nahmen im Jahr 2013 an dem Rennen teil.
Zudem werden unter dem Namen „Grünflächenunterhaltung“ seit 2007 jährlich Konzerte mit mehr als 100 Musikern an der Promenade veranstaltet, die von Aktionskünstler Thomas Nufer inspiriert durch die von Orkan Kyrill verursachten Sturmschäden an der Promenade ins Leben gerufen wurden. Im Jahr 2013 fand bereits die siebte Ausgabe der Grünflächenunterhaltung statt, an der 145 Musiker teilnahmen. Die Grünflächenunterhaltung ist Teil der Kampagne „Münster bekennt Farbe“.

## Sehenswürdigkeiten

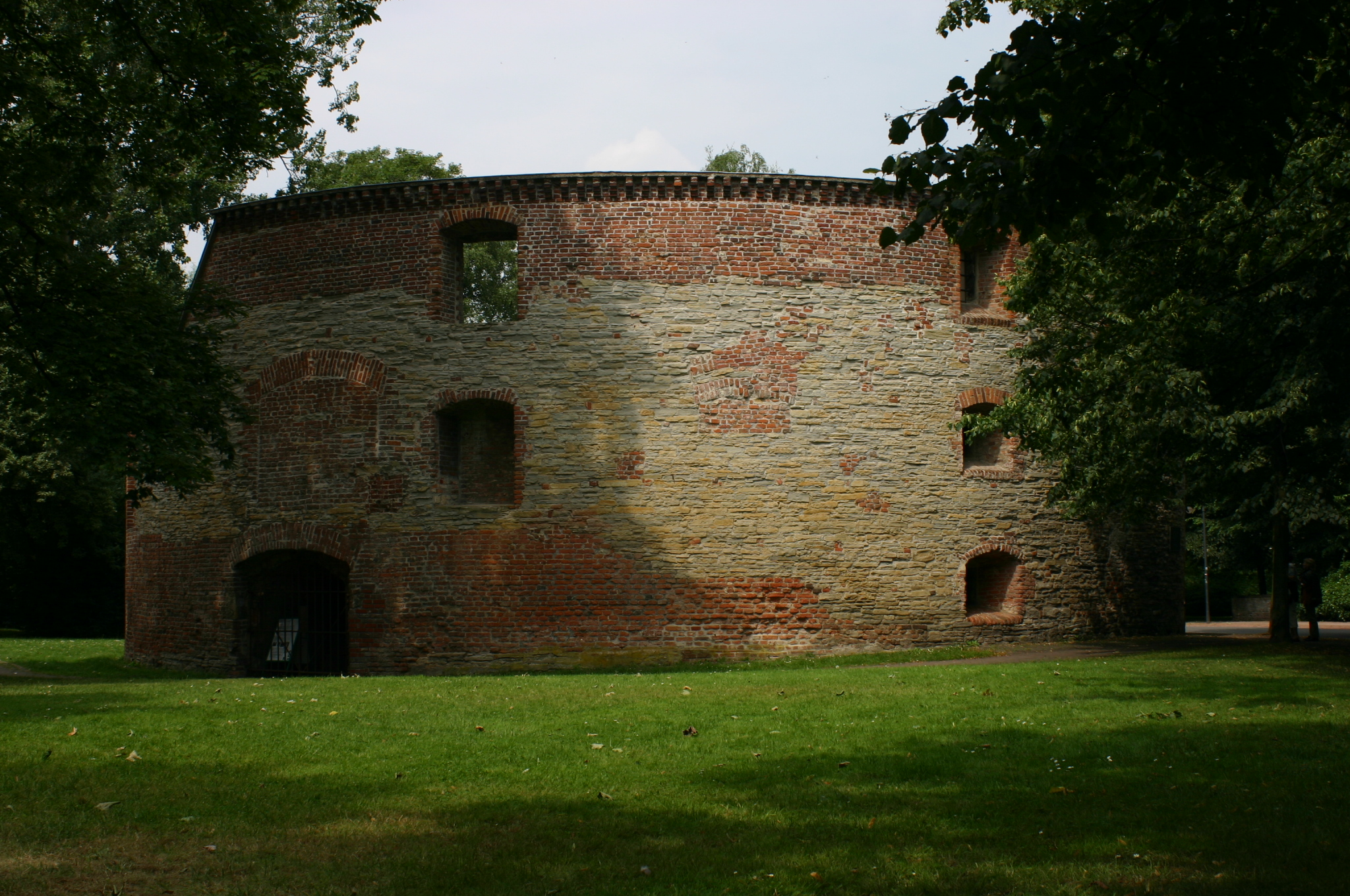
Der Zwinger an der Promenade

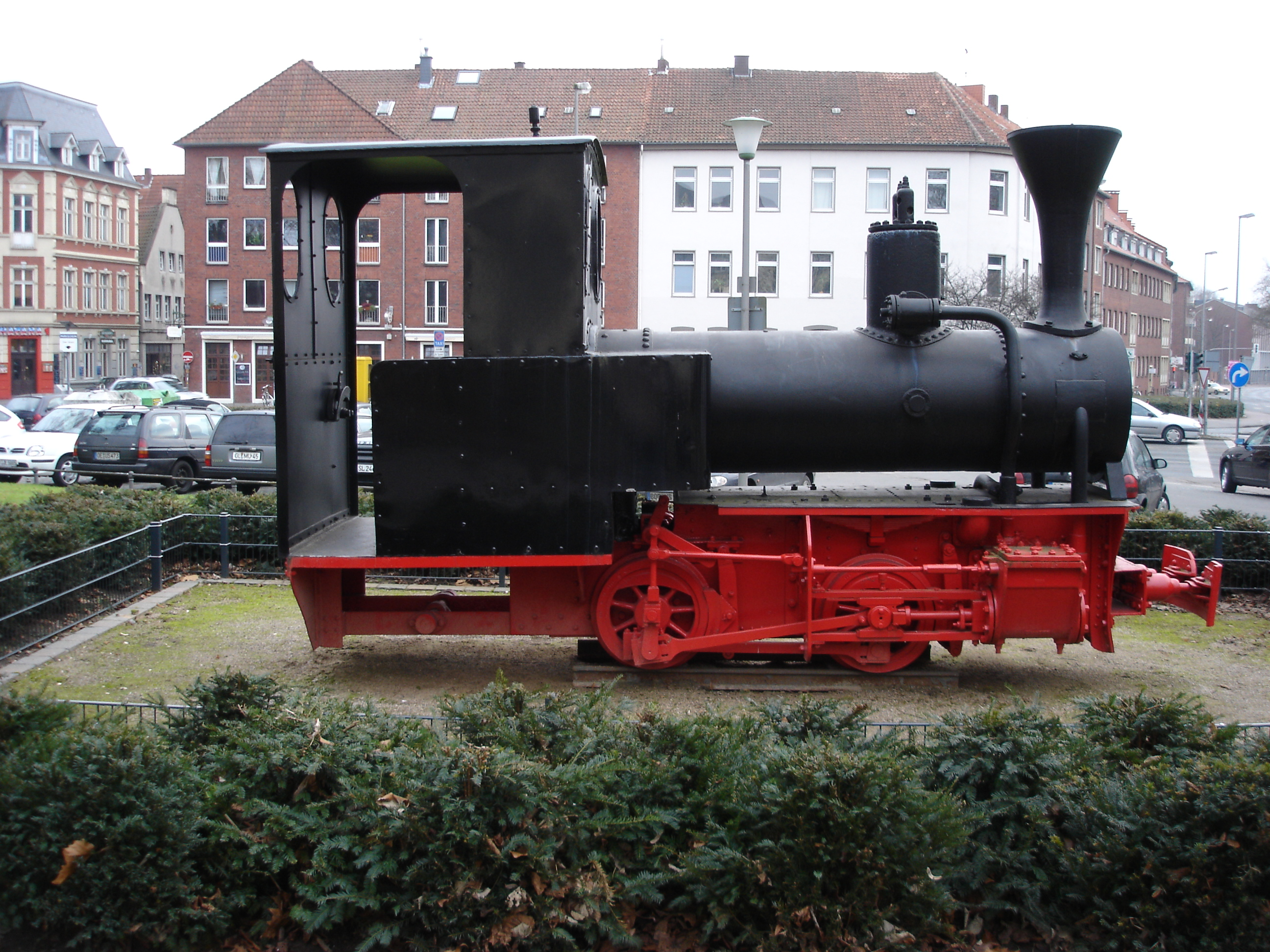
Die Trümmerlok

Einige Bauobjekte wie der Buddenturm und der Zwinger sind bis zum heutigen Tag erhalten geblieben, einige sind nur als Reste oder Ruinen sichtbar. Eine Übersicht vom Schloss im Uhrzeigersinn:
- Die Torhäuser am Neutor von Wilhelm Ferdinand Lipper im Stil des Frühen Klassizismus aus dem Jahr 1778. Eines davon wurde nach dem Jahr 2000 renoviert und zum Sitz des Stadtheimatbundes Münster umgewidmet.
- Eine Baulok aus dem Jahre 1910, die nach dem Zweiten Weltkrieg als Trümmerlok genutzt wurde, um die Spuren der Bombenangriffe auf Sammelflächen zu bringen.[16]
- Ein ehemaliger Hochbunker an der Lazarettstraße aus dem Zweiten Weltkrieg. Eine Besonderheit ist, dass er von außen wie eine mittelalterliche oder frühneuzeitliche Befestigungsanlage getarnt ist.
- Zwei spätmittelalterliche Wehre, auch Wasserbären genannt: Einer befindet sich an der Kleimannstraße und ein weiterer auf dem alten Zoogelände.
- Der Buddenturm aus dem Ende des 12. Jahrhunderts.
- Der Zwinger, im 16. Jahrhundert eine Kaserne der bischöflichen Truppen. Nach der Schleifung der Festungsanlagen wurde er zum Gefängnis, seit dem Anfang des 20. Jahrhunderts steht er unter Denkmalschutz. In den Jahren 1944 und 1945 diente er der Gestapo als Hinrichtungsstätte. Der Zwinger wurde in die Skulptur Das Gegenläufige Konzert von Rebecca Horn integriert.
- Das in den Jahren von 1885 bis 1889 durch Endell erbaute Staatsarchiv mit einer Backsteinfassade im Stile der niederländischen Neorenaissance.
- Das Torwachthaus am einstigen Mauritztor im Stil des Klassizismus
- Die Reste der Engelenschanze, die im Jahr 1960 in eine Parkanlage umgewandelt wurden. Dort befindet sich die Skulptur Drei Rotierende Quadrate von George Rickey aus dem Jahr 1973.
- Der Blumenschriftzug „Münster bekennt Farbe“ der gleichnamigen Kampagne, der jährlich auf der Innenseite der Aegidiischanze gepflanzt wird.[7] Im Jahre 2022 wurde der Schriftzug anlässlich des russischen Überfalls auf die Ukraine in „Münster für Frieden“ abgewandelt.[7]
- Das Neuwerk aus den Jahren von 1531 bis 1533, eine Bastion zur Sicherung des Eintritts des Flusses Aa in das Stadtgebiet.

## Fotogalerie

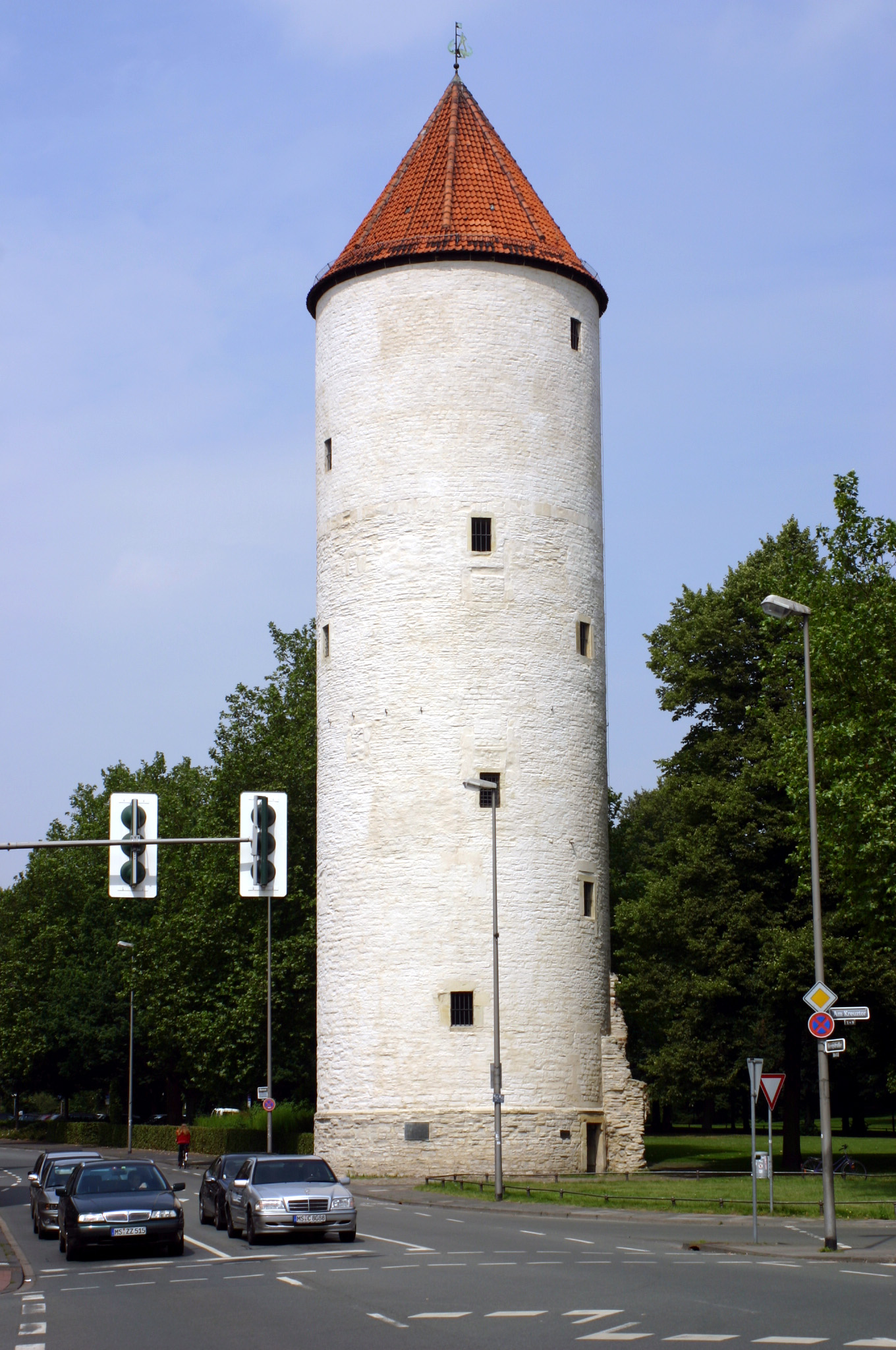
Buddenturm
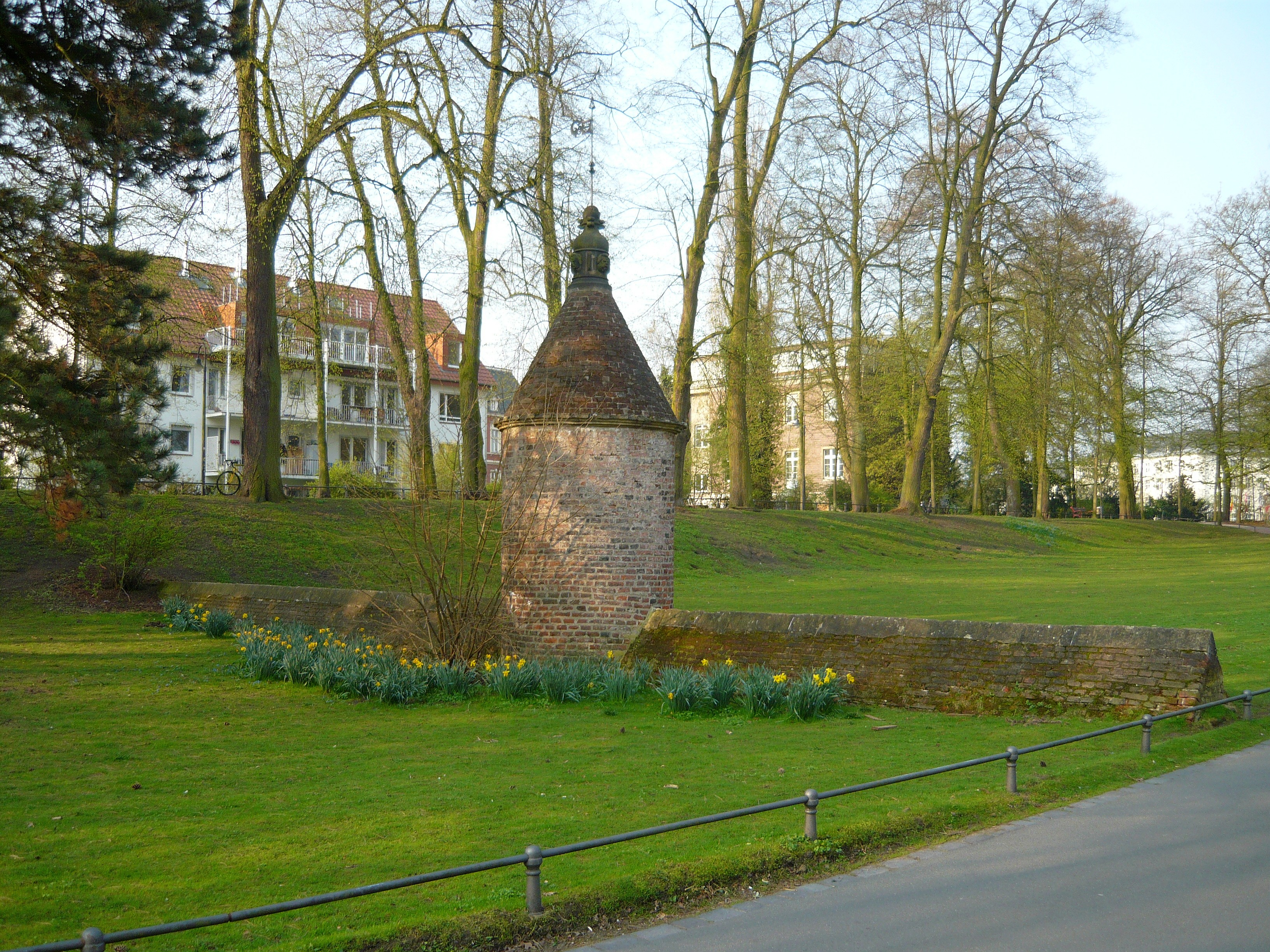
Wasserbär an der Kleimannstraße
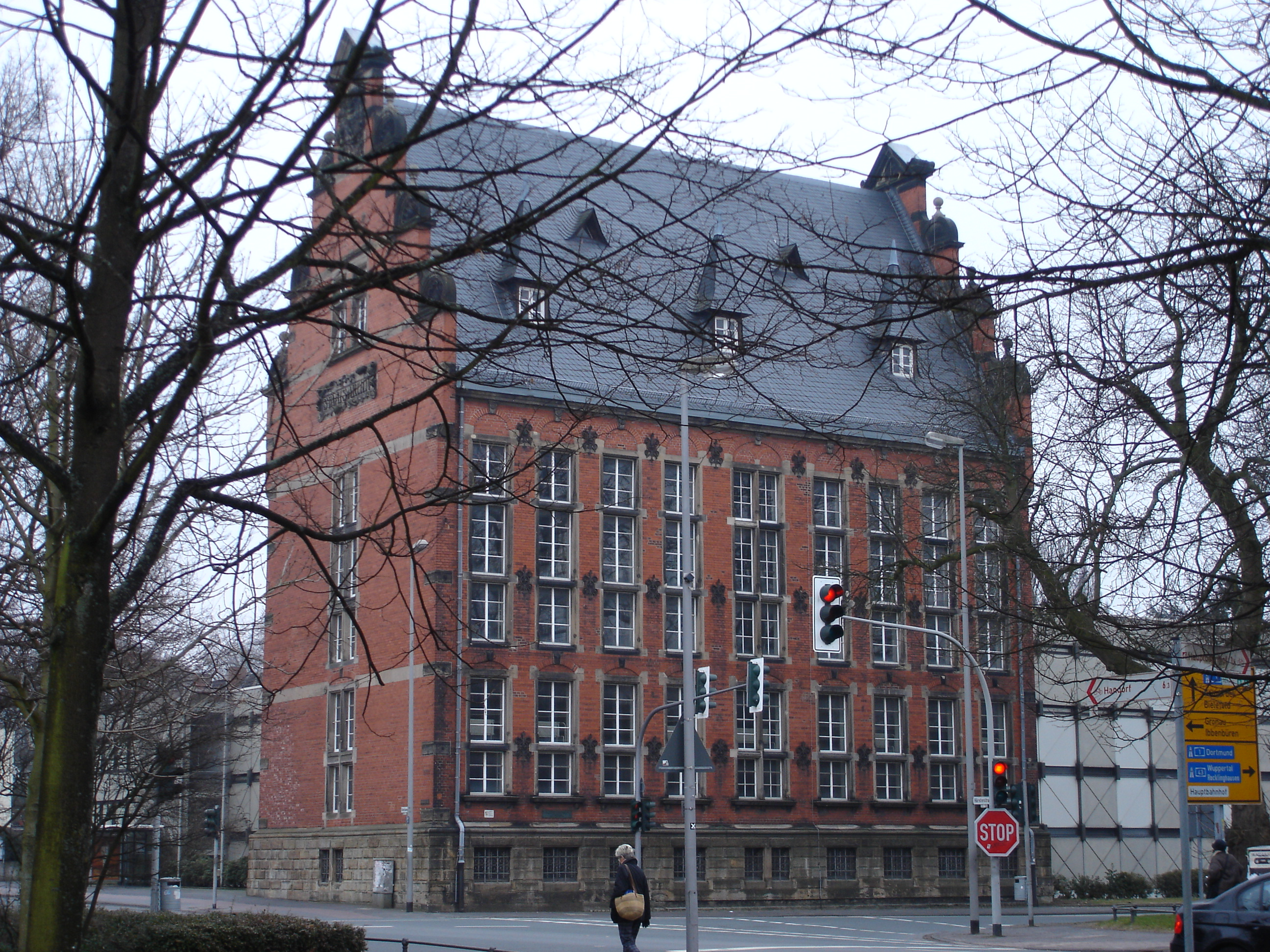
Staatsarchiv Münster
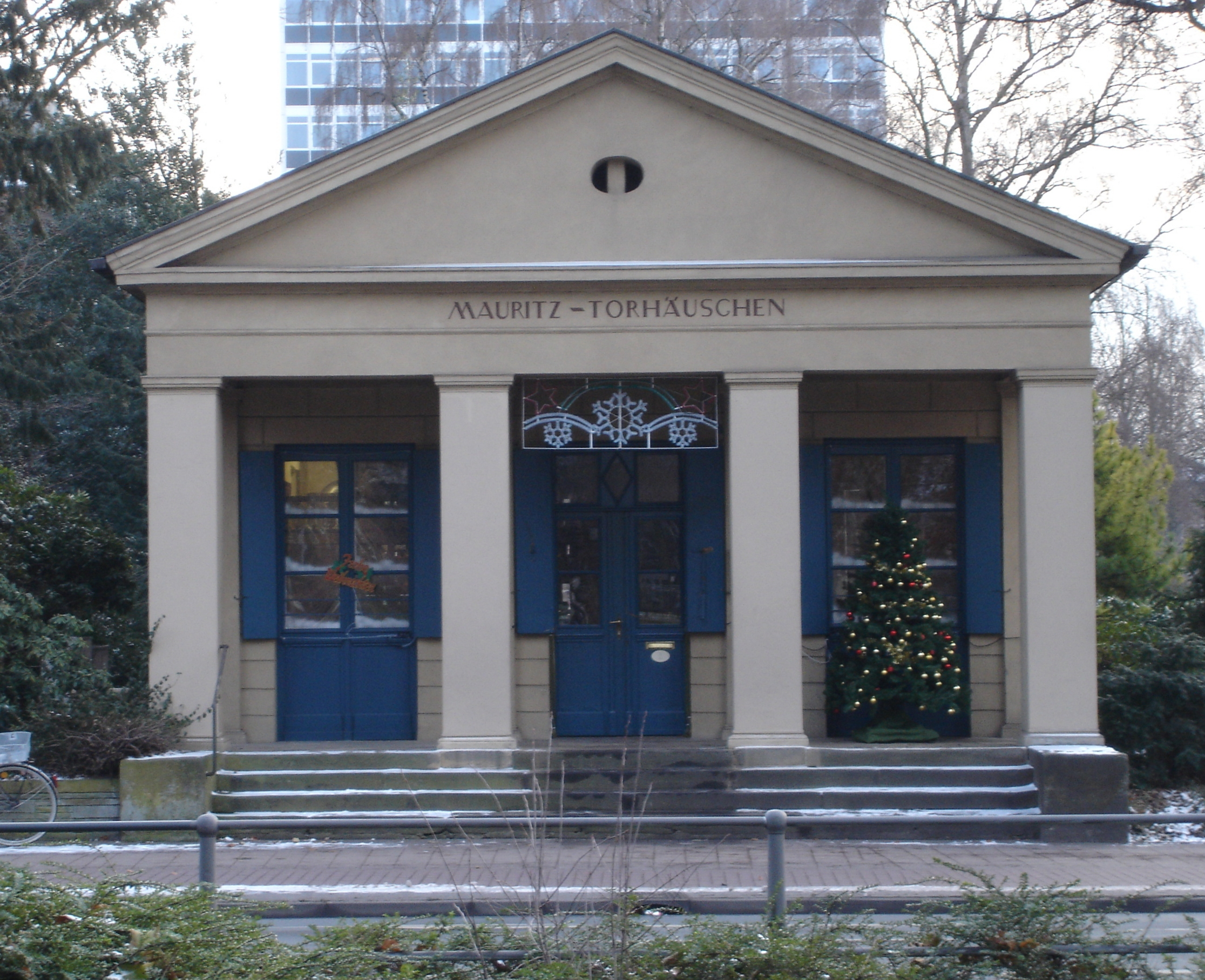
Mauritztorhaus
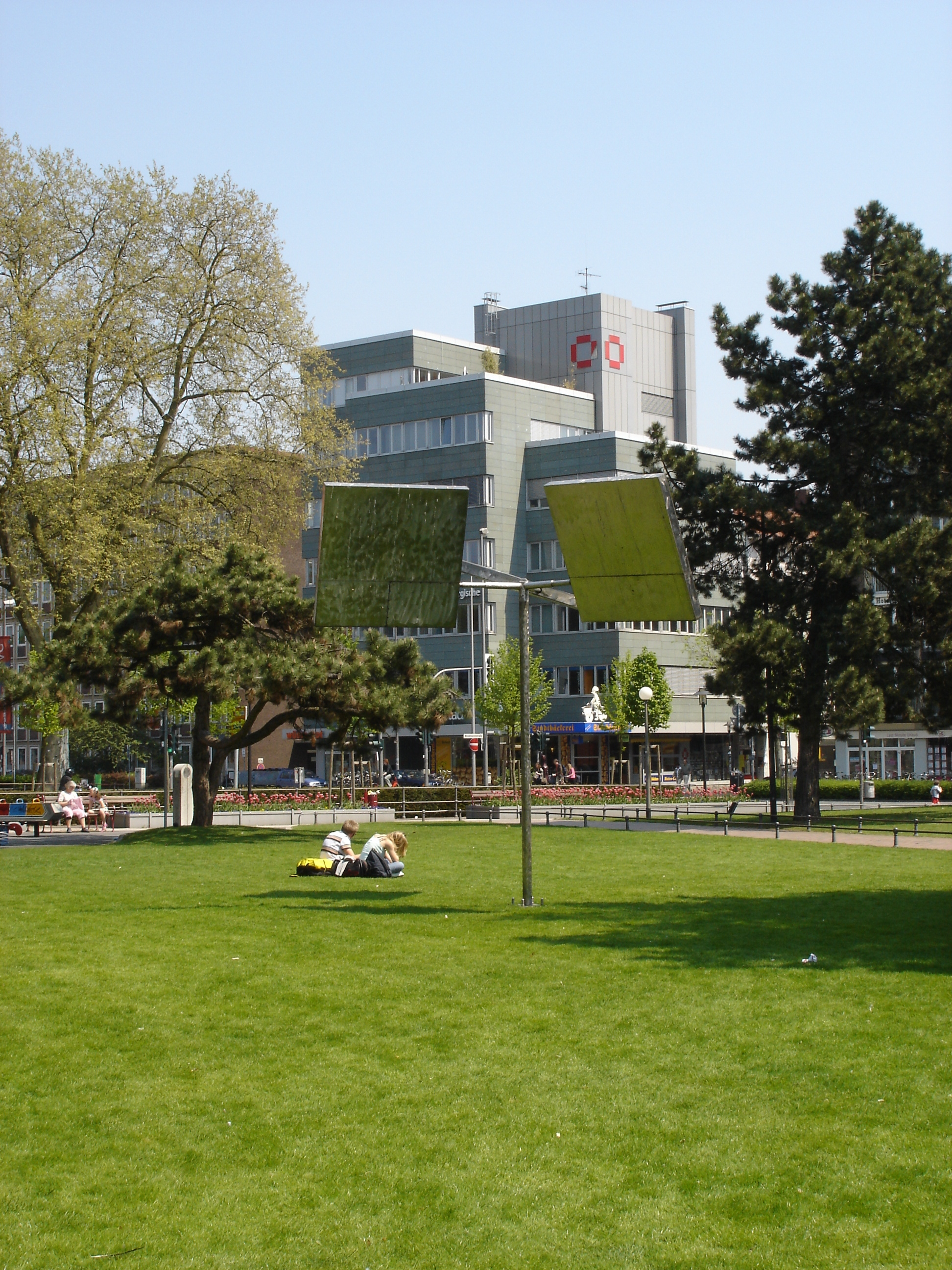
Engelenschanze mit der Skulptur Drei rotierende Quadrate
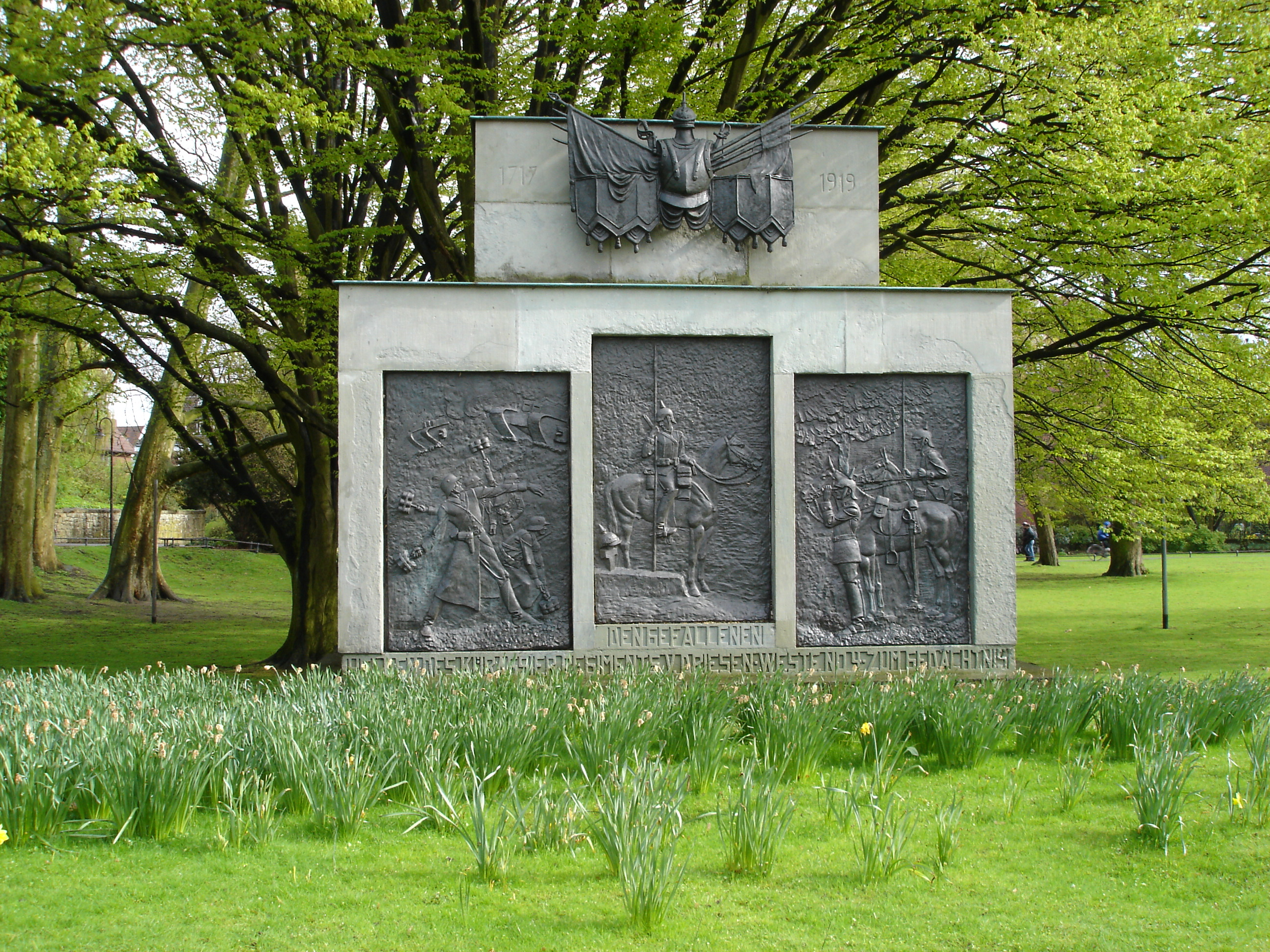
Ehrenmal zur Erinnerung an die Gefallenen des Kürassier-Regiments von Driesen (Westfälisches) Nr. 4.
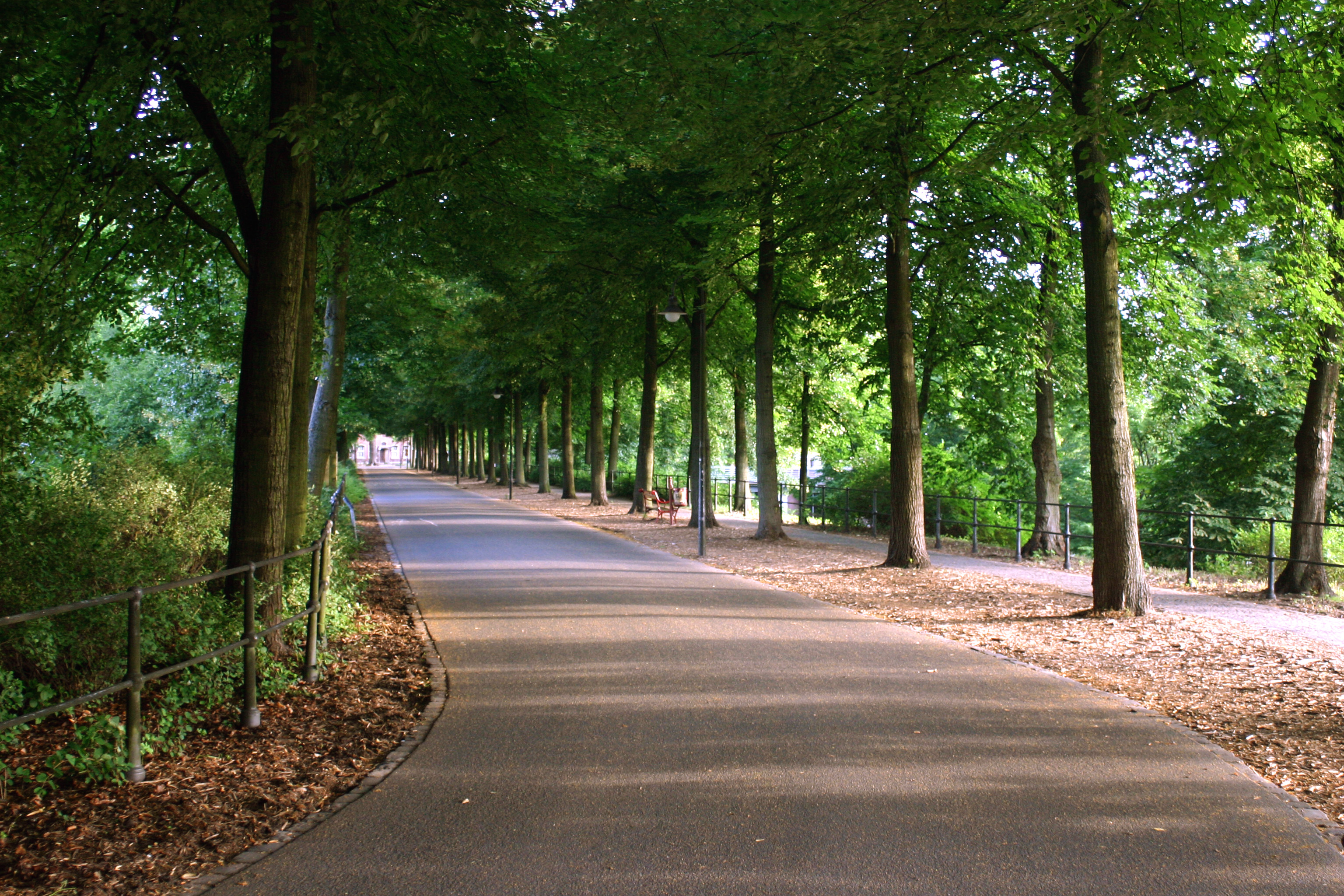
Die Promenade im Bereich der Westerholtschen Wiese
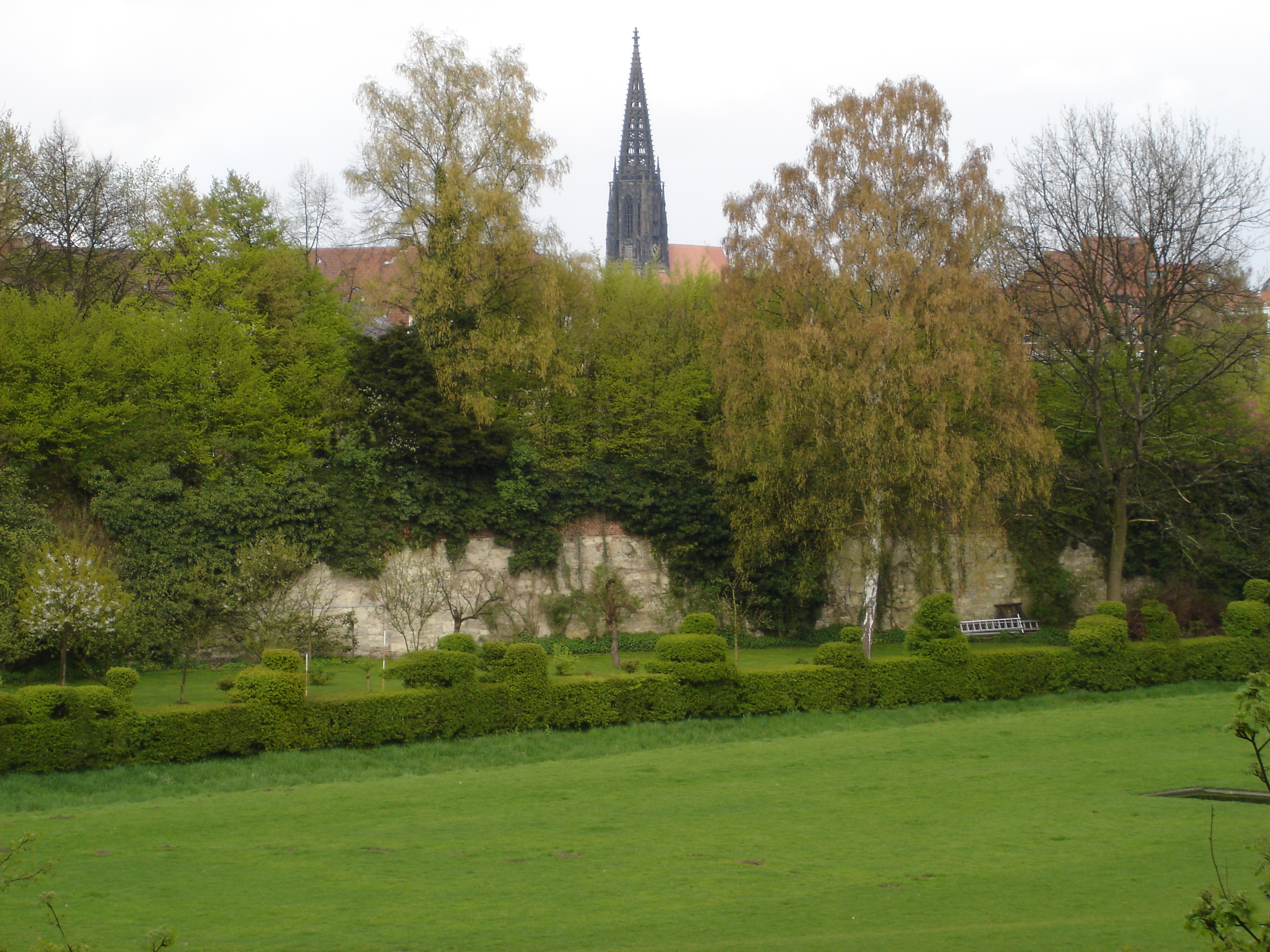
Die Reste des „Neuwerk“. Vor der Hecke fließt die Aa. Im Hintergrund der Turm der Lambertikirche.
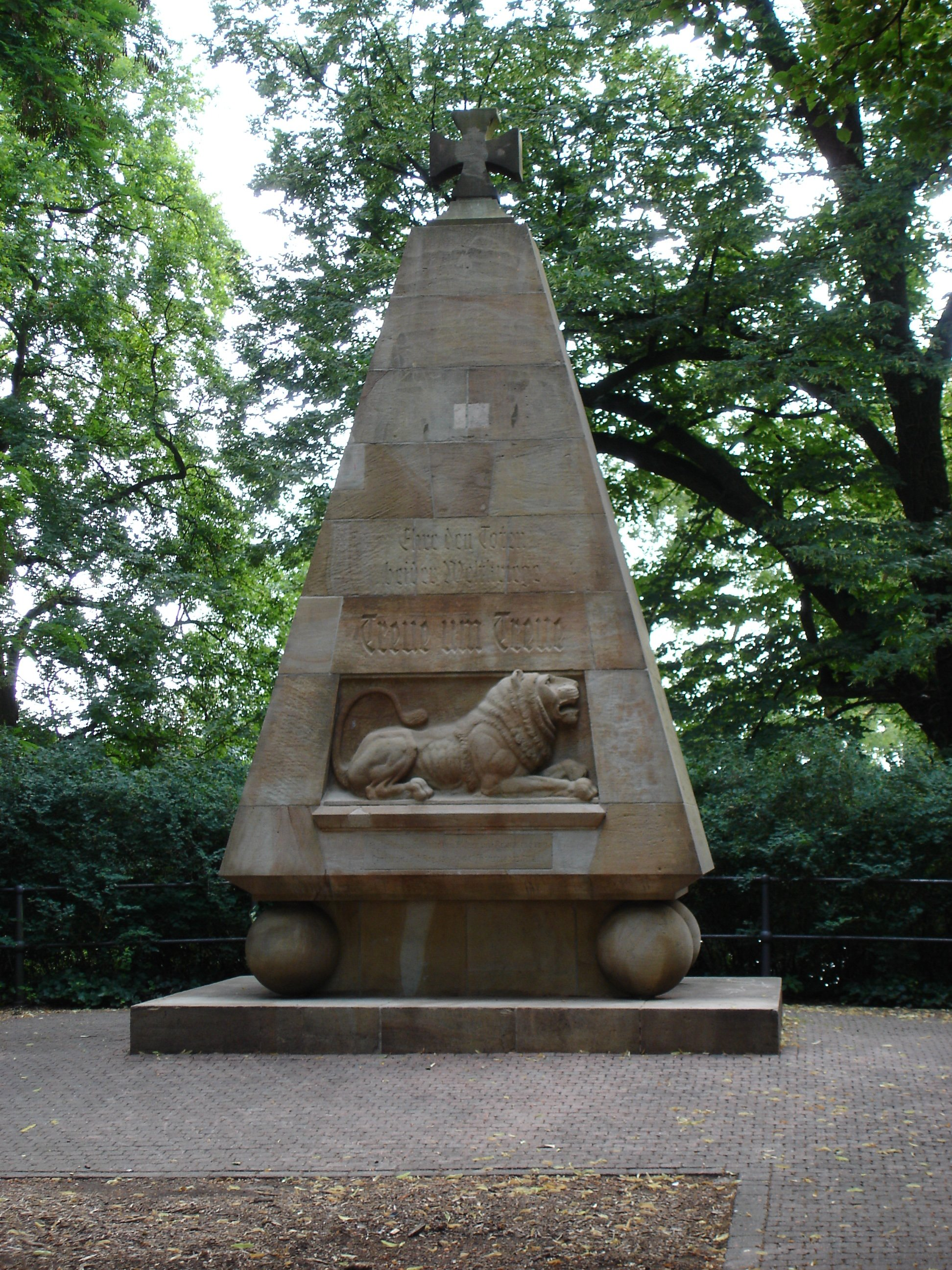
Ehrenmal für die Opfer der beiden Weltkriege.
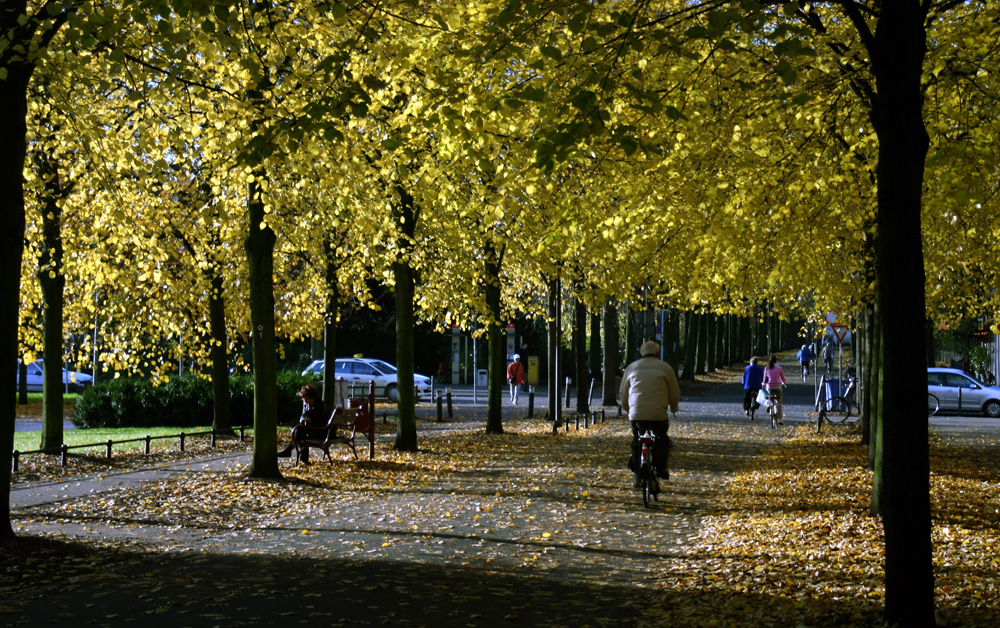
Herbststimmung an der Promenade

## Musikalische Hommage
Im „Münsterlied“ (Liebe Stadt im Lindenkranze, nach der Melodie von Heidelberg Du Jugendbrunnen) ist der münsterschen Promenade ein musikalisch-literarisches Denkmal gesetzt worden.
Eine weitere populäre Liebeserklärung für die münstersche Promenade gibt es seit 2003. Beim Wettbewerb „Ein Lied für Münster“ gewannen „Die 3 Nikoläuse“, eine Münsteraner Kultband, mit der Komposition „Promenadenmischung“ aus der Feder von Frank Starzinski den Publikumspreis. Seitdem erfreut sich der Song vor allem auch beim studentischen Publikum immer größerer Beliebtheit.